# Бонни
Бонни (англ. Bonny) — город и район местного управления на юго-востоке Нигерии, в штате Риверс, на острове Бонни-Айленд в дельте Нигера, южнее Порт-Харкорта, на побережье одноимённого залива. Главный экспортный порт нигерийской нефти, здесь она загружается на танкерах. Регион производит вид сырой нефти, известной как Лёгкая нефть Бонни (англ. Bonny Light oil). Нефть, рафинированная в Порт-Харкорте, поставляется по нефтепроводам в Бонни для экспорта.
В XVIII и XIX веках Бонни был центром мощного торгового государства, а в XIX веке он стал основным местом экспорта рабов в Западной Африке. С 1885 до 1894 года — административный центр Британского Протектората. Пришёл в упадок в XX веке, но возродился после 1961 года, когда его порт был модернизирован как экспортный пункт для нефти, рафинированной в Порт-Харкорте.
В Бонни находится терминал по экспорту сжиженного природного газа (СПГ).